# 大良𲀃䖢

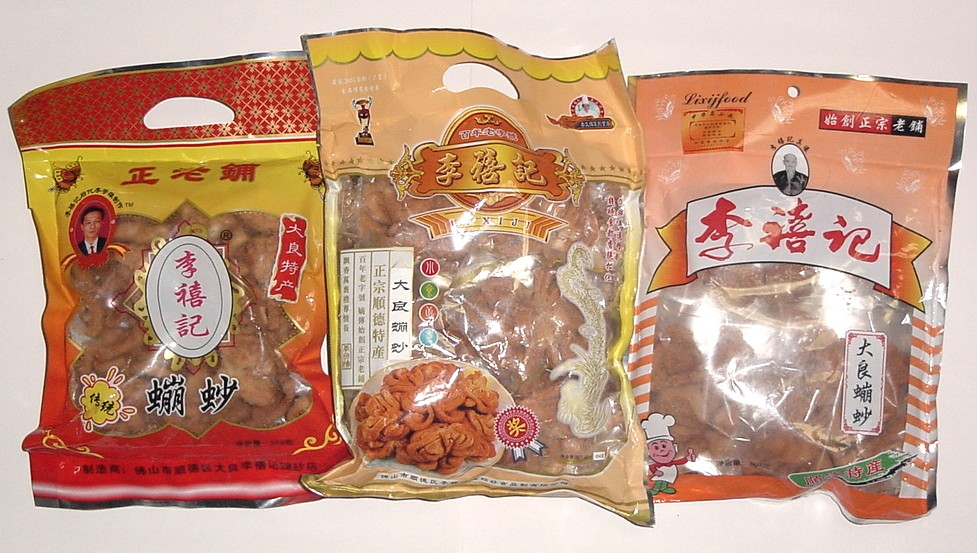
不同廠商出售的袋裝大良𲀃䖢

大良𲀃䖢（俗写做崩砂，另外还有写作磞砂、甭沙、⿰飠崩⿰飠沙的）是顺德大良地区的特色面制油炸食品，大良人梁成章于清乾隆五十三年在其所设的「成记」油炸店创制。后经李禧及后人的继承发扬和改进，逐渐形成了「李禧记」这个老字号。以糖盐面团制片，折捲后切捏成蝴蝶形油炸而成，成品狀似蝴蝶，而在当地粤方言中，蝴蝶又称𲀃䖢（bang1 saa1），因此而得名。

## 制作
原料有面粉5公斤（其中0.5公斤发面种）、白砂糖2.5公斤、花生油150克（油胆）、南乳250克、食盐100克、食臭粉10克、味粉10克、枧水50克、清水1公斤、花生油4.5公斤、酵母4克。
将面粉与白糖、精盐、红豆腐乳、小苏打和清水750克，揉和成面团，再压制成厚0.3厘米、宽18厘米的长条。在面粉条中间抹1层花生油，再抹1层水，边缘外不抹油，只抹水，卷成5层圈的圆柱形卷，粘边朝下，压成一边高一边低的倾斜长条。按0.2厘米厚切片，每四刀1块每一至三刀不切断，第四刀切断，然后捏成蝶形。
将花生油煮至四成热，将蝶形的面粉团分批炸至金黄色，捞出沥干油即成。